# Micraira subulifolia
Micraira subulifolia är en gräsart som beskrevs av Ferdinand von Mueller. Micraira subulifolia ingår i släktet Micraira och familjen gräs. Inga underarter finns listade i Catalogue of Life.